# Зімновода (Мазовецьке воєводство)
Зімновода (пол. Zimnowoda) — село в Польщі, у гміні Калушин Мінського повіту Мазовецького воєводства.
Населення — 120 осіб (2011).
У 1975-1998 роках село належало до Седлецького воєводства.

## Демографія
Демографічна структура станом на 31 березня 2011 року:
|          | Загалом | Допрацездатний вік | Працездатний вік | Постпрацездатний вік |
| -------- | ------- | ------------------ | ---------------- | -------------------- |
| Чоловіки | 56      | 15                 | 33               | 8                    |
| Жінки    | 64      | 12                 | 30               | 22                   |
| Разом    | 120     | 27                 | 63               | 30                   |